# Pranles
Pranles est une commune française, située dans le département de l'Ardèche en région Auvergne-Rhône-Alpes.
Les habitants de Pranles sont appelés les Pranlins et les Pranlines.

## Géographie

### Situation et description
Située dans les Boutières, la commune de Pranles s'étend sur une zone géographique que limitent au nord l'Auzène, affluent de l'Eyrieux et au sud le Mézayon affluent de l'Ouvèze.
Un troisième cours d'eau arrose la commune à l'est, le Boyon. Autrefois, cette présence de cours d'eau a favorisé le développement d'une activité économique liée à la force hydraulique. Aujourd'hui, le paysage reste marqué par la présence d'anciens moulinages et moulins à farine que l'on rencontre le long du Boyon et de l'Auzène.
L'environnement à la végétation supra-méditerranéenne (buis, pins et châtaigniers) garde encore une vocation agricole (élevage ovin surtout et élevage hors-sol de poulets).

### Hydrographie
Pranles est traversé par l'Auzène et le Boyon.

### Climat
Pour des articles plus généraux, voir Climat d'Auvergne-Rhône-Alpes et Climat de l'Ardèche.
En 2010, le climat de la commune est de type climat méditerranéen altéré, selon une étude du CNRS s'appuyant sur une série de données couvrant la période 1971-2000. En 2020, Météo-France publie une typologie des climats de la France métropolitaine dans laquelle la commune est dans une zone de transition entre le climat de montagne et le climat méditerranéen et est dans la région climatique Moyenne vallée du Rhône, caractérisée par un bon ensoleillement en été (fraction d’insolation > 60 %), une forte amplitude thermique annuelle (4 à 20 °C), un air sec en toutes saisons, orageux en été, des vents forts (mistral), une pluviométrie élevée en automne (250 à 300 mm).
Pour la période 1971-2000, la température annuelle moyenne est de 11,1 °C, avec une amplitude thermique annuelle de 17,4 °C. Le cumul annuel moyen de précipitations est de 1 058 mm, avec 7,3 jours de précipitations en janvier et 5,1 jours en juillet. Pour la période 1991-2020, la température moyenne annuelle observée sur la station météorologique de Météo-France la plus proche, « Gluiras Rad », sur la commune de Gluiras à 9 km à vol d'oiseau, est de 11,2 °C et le cumul annuel moyen de précipitations est de 1 201,5 mm,. Pour l'avenir, les paramètres climatiques de la commune estimés pour 2050 selon différents scénarios d'émission de gaz à effet de serre sont consultables sur un site dédié publié par Météo-France en novembre 2022.

## Urbanisme

### Typologie
Au 1er janvier 2024, Pranles est catégorisée commune rurale à habitat dispersé, selon la nouvelle grille communale de densité à 7 niveaux définie par l'Insee en 2022.
Elle est située hors unité urbaine. Par ailleurs la commune fait partie de l'aire d'attraction de Privas, dont elle est une commune de la couronne,. Cette aire, qui regroupe 24 communes, est catégorisée dans les aires de moins de 50 000 habitants,.

### Occupation des sols
L'occupation des sols de la commune, telle qu'elle ressort de la base de données européenne d’occupation biophysique des sols Corine Land Cover (CLC), est marquée par l'importance des forêts et milieux semi-naturels (72 % en 2018), en diminution par rapport à 1990 (73,1 %). La répartition détaillée en 2018 est la suivante : 
forêts (60,6 %), prairies (23,4 %), milieux à végétation arbustive et/ou herbacée (10,4 %), zones agricoles hétérogènes (4,6 %), espaces ouverts, sans ou avec peu de végétation (1 %).
L'évolution de l’occupation des sols de la commune et de ses infrastructures peut être observée sur les différentes représentations cartographiques du territoire : la carte de Cassini (XVIIIe siècle), la carte d'état-major (1820-1866) et les cartes ou photos aériennes de l'IGN pour la période actuelle (1950 à aujourd'hui).

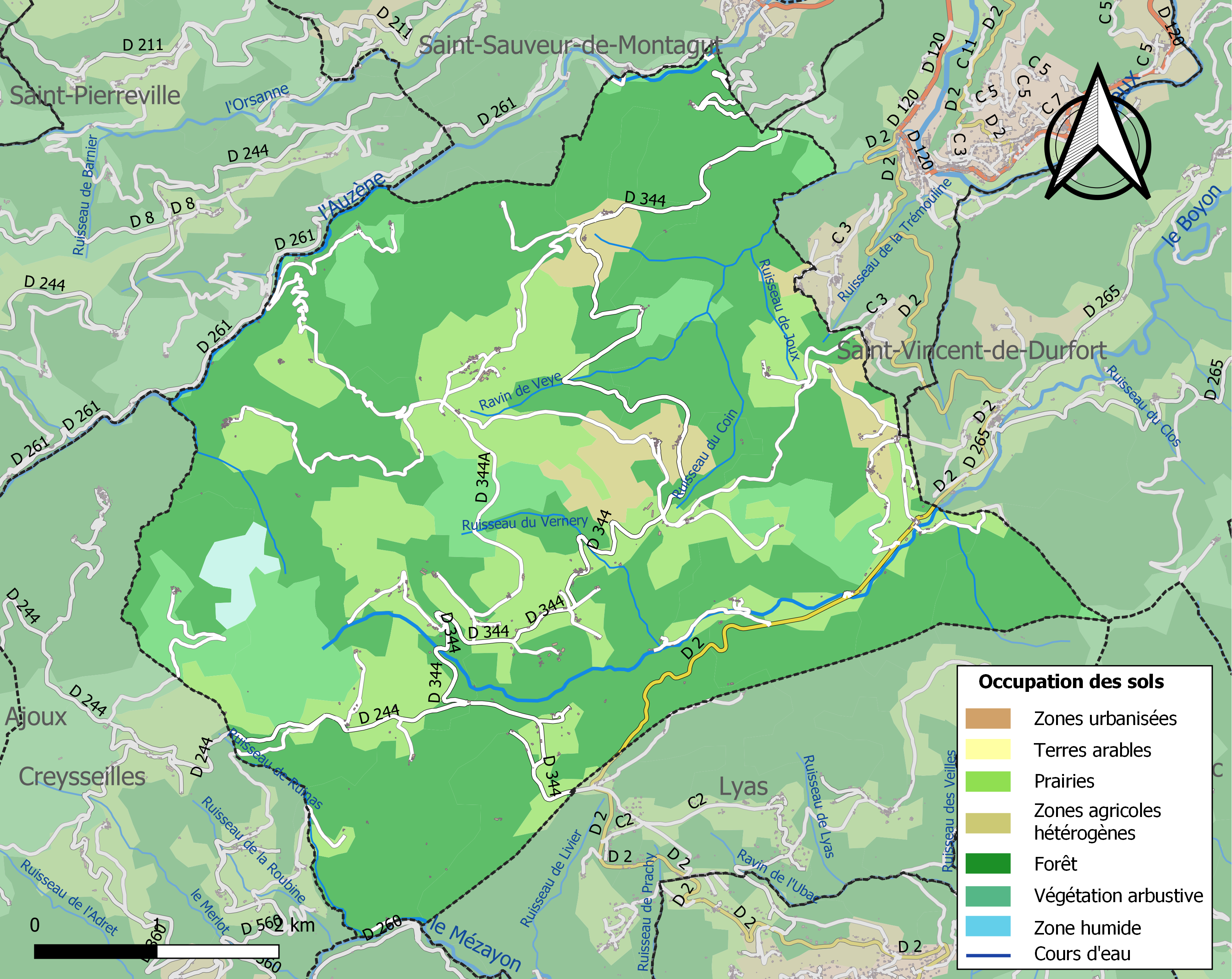
Carte des infrastructures et de l'occupation des sols de la commune en 2018 (CLC).

## Histoire
Le Bouschet-de-Pranles est un hameau de la commune où naquit Marie Durand, célèbre résistante protestante qui a été enfermée dans la tour de Constance d'Aigues-Mortes pendant 38 ans.

## Politique et administration

### Liste des maires
| Période                                  | Période   | Identité           | Étiquette | Qualité                              |
| ---------------------------------------- | --------- | ------------------ | --------- | ------------------------------------ |
| Les données manquantes sont à compléter. |           |                    |           |                                      |
| avant 1988                               | ?         | Robert Delon       |           |                                      |
| mars 2001                                | mars 2008 | Christian Rose     |           |                                      |
| mars 2008                                | mai 2020  | Denis Clair        |           | Fonctionnaire de catégorie B         |
| mai 2020                                 | En cours  | Christophe Monteux |           | Agriculteur sur moyenne exploitation |

## Population et société

### Démographie
L'évolution du nombre d'habitants est connue à travers les recensements de la population effectués dans la commune depuis 1793. Pour les communes de moins de 10 000 habitants, une enquête de recensement portant sur toute la population est réalisée tous les cinq ans, les populations de référence des années intermédiaires étant quant à elles estimées par interpolation ou extrapolation. Pour la commune, le premier recensement exhaustif entrant dans le cadre du nouveau dispositif a été réalisé en 2008.

En 2022, la commune comptait 505 habitants, en évolution de +6,54 % par rapport à 2016 (Ardèche : +2,48 %, France hors Mayotte : +2,11 %).
| 1793  | 1800  | 1806  | 1821  | 1831  | 1836  | 1841  | 1846  | 1851  |
| ----- | ----- | ----- | ----- | ----- | ----- | ----- | ----- | ----- |
| 1 401 | 1 459 | 1 280 | 1 403 | 1 500 | 1 775 | 1 811 | 1 804 | 1 822 |

| 1856  | 1861  | 1866  | 1872  | 1876  | 1881  | 1886  | 1891  | 1896  |
| ----- | ----- | ----- | ----- | ----- | ----- | ----- | ----- | ----- |
| 1 789 | 1 785 | 1 695 | 1 683 | 1 728 | 1 692 | 1 755 | 1 085 | 1 094 |

| 1901  | 1906 | 1911 | 1921 | 1926 | 1931 | 1936 | 1946 | 1954 |
| ----- | ---- | ---- | ---- | ---- | ---- | ---- | ---- | ---- |
| 1 000 | 972  | 913  | 750  | 677  | 604  | 586  | 550  | 497  |

| 1962 | 1968 | 1975 | 1982 | 1990 | 1999 | 2006 | 2008 | 2013 |
| ---- | ---- | ---- | ---- | ---- | ---- | ---- | ---- | ---- |
| 437  | 371  | 356  | 380  | 389  | 409  | 439  | 448  | 464  |

| 2018 | 2022 | - | - | - | - | - | - | - |
| ---- | ---- | - | - | - | - | - | - | - |
| 507  | 505  | - | - | - | - | - | - | - |

### Enseignement
La commune est rattachée à l'académie de Grenoble.

### Médias
La commune est située dans la zone de distribution de deux organes de la presse écrite régionale :
- L'Hebdo de l'Ardèche, journal hebdomadaire français basé à Valence et diffusé à Privas et dans son agglomération depuis 1999. Il couvre l'actualité de tout le département de l'Ardèche ;
- Le Dauphiné libéré, journal quotidien de la presse écrite française régionale distribué dans la plupart des départements de l'ancienne région Rhône-Alpes, notamment l'Ardèche. La commune est située dans la zone d'édition de Privas.

## Culture locale et patrimoine

### Lieux et monuments

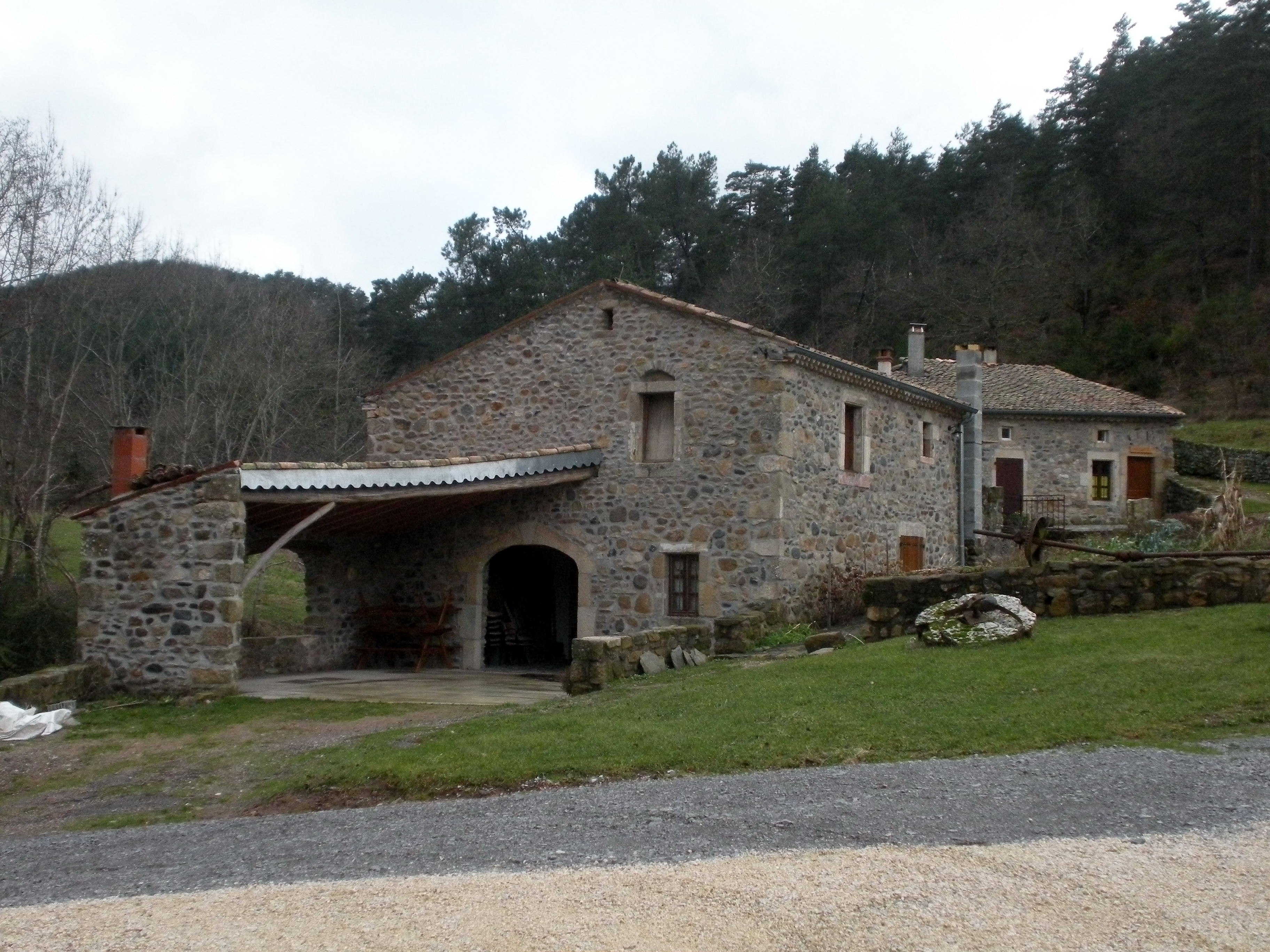
Le moulin de Mandy.
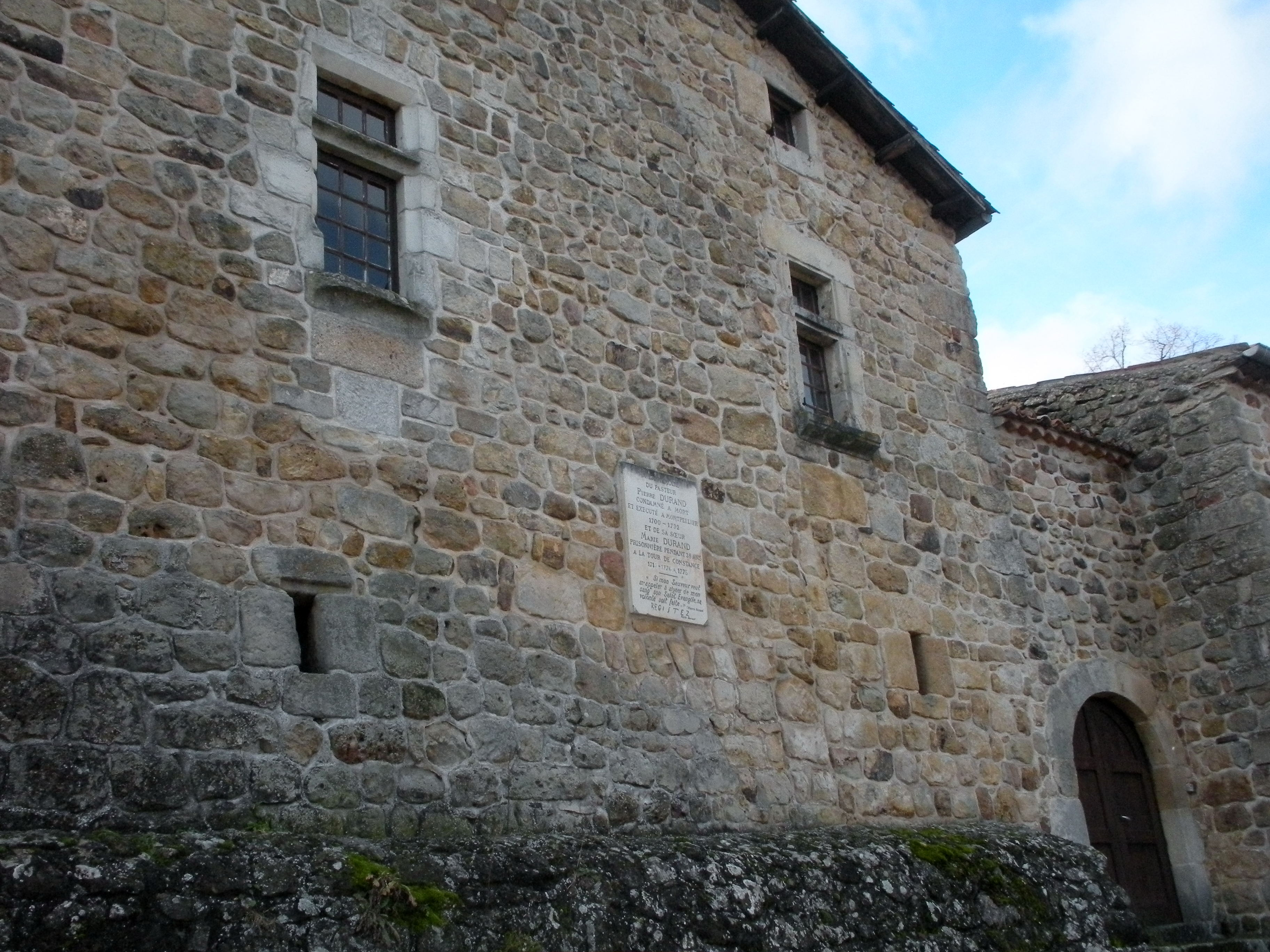
Maison de Pierre et Marie Durand.
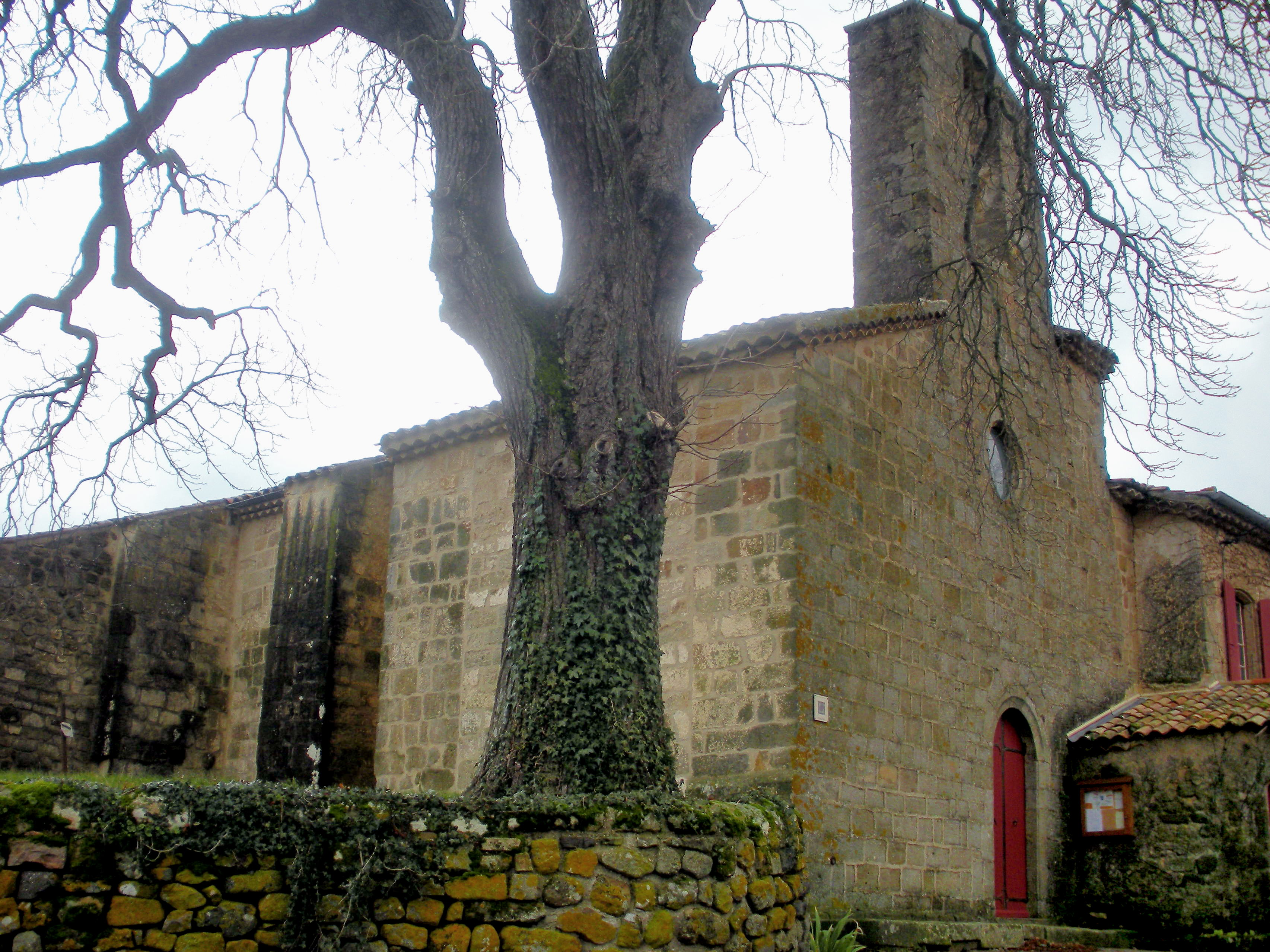
Église du XIIe siècle.

- L'église de l'Assomption est une église romane du XIIe siècle, inscrite monument historique[19].
- Maison de Pierre et Marie Durand : le musée du Vivarais protestant est installé dans la maison même de Pierre et Marie Durand, deux grandes figures de la résistance protestante. La maison, située au hameau du Bouschet-de-Pranles, est classée Monument historique[20]. Ce musée relate les persécutions subies par les protestants après la révocation de l'édit de Nantes en 1685.
- Le moulin de Mandy est un ancien moulin à farine et à huile[21]. Restauré et en fonctionnement, il présente une salle des meules, une salle de la mécanique et une exposition sur les paysages et moulins de l'Ardèche.

### Personnalités liées à la commune
- Pierre Durand, pasteur du désert né au Bouschet, exécuté à Montpellier en 1732.
- Marie Durand, sa petite sœur, célèbre résistante enfermée à la Tour de Constance.
- Pierre Bourguet, pasteur à Pranles et Saint-Julien-du-Gua entre les deux guerres mondiales.

### Héraldique
|  | Pranles possède des armoiries dont l'origine et le blasonnement exact ne sont pas disponibles. |